# Trzcianne
Trzcianne (jid. ‏טרעסטיני‎ Trestini) – wieś (dawniej miasto) w województwie podlaskim, w powiecie monieckim, siedziba gminy Trzcianne. Wieś zamieszkuje ok. 561 osób.
Trzcianne uzyskało lokację miejską przed 1700 rokiem, zdegradowane w 1801 roku.
Wieś jest siedzibą rzymskokatolickiej parafii św. Apostołów Piotra i Pawła.

## Historia
Pierwsze wzmianki o Trzciannem sięgają XIII wieku. Nazwa pochodzi prawdopodobnie od trzcin rosnących wokół przepływającej wówczas przez wieś rzeczki. Trzcianne początkowo należało do Mazowsza jako część ziemi wiskiej, w ramach której położone było na pograniczu powiatów goniądzkiego i tykocińskiego. Następnie zostało włączone do ziemi bielskiej, należącej do Podlasia. Według akt wielkiego księcia litewskiego Aleksandra Jagiellończyka, pierwszy kościół w Trzciannem powstał przed rokiem 1496. Przetrwał on ok. stu lat. Obecny, czwarty kościół, zbudowany został w roku 1846, a konsekrowany w roku 1860.
Przez wieki wieś zamieszkiwało wielu Żydów (np. w 1909 stanowili 98% ludności). Po 17 września 1939 roku miejscowi Żydzi ustawili we wsi bramę triumfalną na powitanie wojsk radzieckich, która została zniszczona przez polskich ułanów. W latach 1939–1941 wielu mieszkańców Trzciannego zostało deportowanych przez władze radzieckie nad Irtysz, do Kazachstanu.
Podczas II wojny światowej ok. 1200 Żydów z Trzciannego zostało wywiezionych i zamordowanych w obozie zagłady w Treblince.
W latach 1975–1998 miejscowość administracyjnie należała do województwa łomżyńskiego.

## Demografia
Według Powszechnego Spisu Ludności z 1921 roku miasteczko zamieszkiwało 1434 osoby, wśród których 33 było wyznania rzymskokatolickiego, a 1401 mojżeszowego. Jednocześnie 33 mieszkańców zadeklarowało polską przynależność narodową, a 1401 żydowską. Było tu 177 budynków mieszkalnych.

## Zabytki
- Kościół katolicki pw. św. Piotra i Pawła Apostołów z 1846 roku[13]
- Cmentarz żydowski